# ОШ „Свети владика Николај” Брадарац
Основна школа „Свети владика Николај” у Брадарцу, насељеном месту на територији Града Пожаревца почела је са радом школска 1845/46. године.
Садашње здање сазидано је 10. септембра 1962. године.
До јануара 2019. године школа је носила име по Божидару Димитријевићу Козици, народном хероју из Другог светског рата.